# Southside (Lil Baby)
Southside è un singolo del rapper statunitense Lil Baby, pubblicato l'8 maggio 2018 come primo estratto dall'album in studio Harder Than Ever.

## Tracce
1. Southside – 2:57